# August 2007
Acest articol este generat integral pe baza informațiilor din articolul 2007 și este actualizat periodic de un robot.
 Editările făcute în articol vor fi șterse la următoarea actualizare! Dacă doriți să faceți modificări, editați articolul-sursă.

ianuarie -
februarie -
martie -
aprilie -
mai -
iunie -
iulie -
august -
septembrie -
octombrie -
noiembrie -
decembrie
August 2007 a fost a opta lună a anului și a început într-o zi de miercuri.

## Evenimente
- 1 august: La Olimpiada Internațională de Matematică în clasamentul pe națiuni, România a ocupat locul 11 din 98 de țări (1 medalie de aur, 4 de argint și 1 de bronz).
- 1 august: Podul I-35W de pe Mississippi din Minneapolis, Minnesota s-a prăbușit. 13 oameni și-au pierdut viața.
- 1 august: Cu prilejul aniversării a 62 de ani de la înființarea armatei naționale siriene, președintele Bashar al-Assad reafirmă dorința Siriei de a reintra în posesia Înălțimilor Golan, ocupate de Israel în urmă cu patru decenii.
- 6 august: A fost descoperită planeta TrES-4, aceasta este situată în constelația Hercules, la aproximativ 1.435 ani-lumină de Pământ.
- 15 august: Cutremur de 7,9 pe scara Richter în Peru.
- 15 august: India și Pakistan marchează cea de-a 60-a aniversare a independenței lor față de Imperiul Britanic.
- 16 august: Sunt ținute omagii în onoarea lui Elvis Presley, la cea de-a 30-a comemorare de la moartea sa.
- 24 august - 2 septembrie: La Osaka, Japonia se desfășoară Campionatul Internațional de Atletism.
- 28 august: Eclipsă totală de lună.

## Decese
- 2 august: Vladimir Albu, 26 ani, regizor de film, român (n. 1981)
- 2 august: Carmen Cerdeira Morterero, 48 ani, politiciană spaniolă (n. 1958)

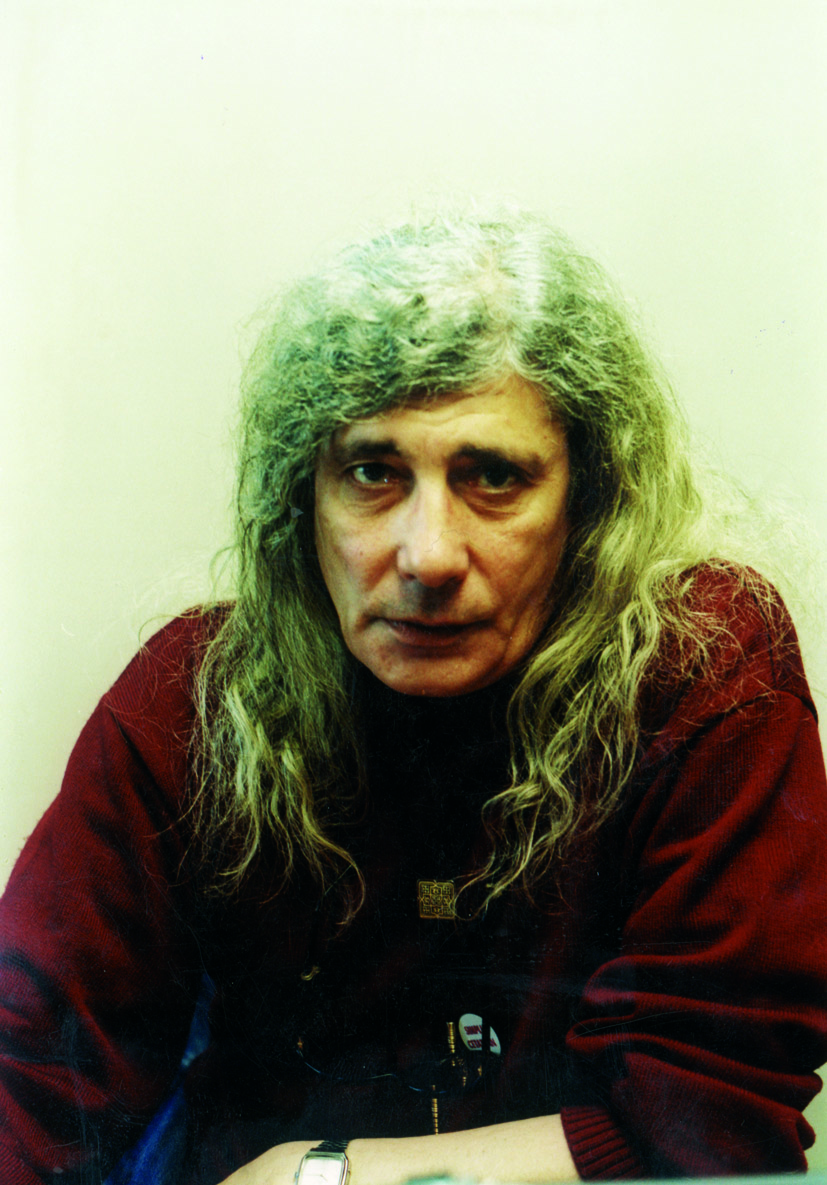
Florian Pittiș

- 3 august: Macarie Ioniță, 82 ani, arhimandrit român (n. 1924)
- 4 august: Lee Hazlewood, 78 ani, cântăreț american (n. 1929)
- 4 august: Raul Hilberg, 81 ani, istoric austriac (n. 1926)
- 5 august: Jean-Marie Lustiger (n. Aaron Lustiger), 80 ani, arhiepiscop francez (n. 1926)
- 5 august: Amos Manor, 88 ani, ofițer de informații israelian originar din Transilvania (n.  1918)
- 5 august: Florian Pittiș, 63 ani, actor și interpret român (n. 1943)
- 6 august: Cristofor I. Simionescu, 87 ani, inginer chimist român, membru titular al al Academiei Române și membru de onoare al Academiei de Științe al Moldovei (n. 1920)
- 8 august: Hans Ferdinand Linskens, 86 ani, biolog german (n. 1921)
- 8 august: Julius Wess, 72 ani, fizician austriac-german (n. 1934)
- 11 august: Maurice Boitel, 88 ani, pictor francez (n. 1919)
- 11 august: Richard Compton, 69 ani, actor, regizor și scriitor american (n. 1938)
- 13 august: Tudor Jarda, 85 ani, compozitor român (n. 1922)
- 14 august: Bill Lomas, 79 ani, motociclist scoțian (n. 1928)
- 14 august: Alexandru Lupaș, 65 ani, matematician român (n. 1942)
- 15 august: Dan Alexandru Condeescu, 57 ani, critic literar român (n. 1950)
- 15 august: Constantin-Romeo Dragomir, 54 ani, jurnalist, compozitor, solist vocal și instrumentist român (n. 1953)
- 18 august: Victor Gherlac, 92 ani, regizor din R. Moldova (n. 1915)
- 23 august: Bruno Trentin, 80 ani, politician italian (n. 1926)
- 24 august: Hansjörg Felmy, 76 ani, actor german (n. 1931)
- 24 august: Aaron Russo, 64 ani, om de afaceri american (n. 1943)
- 25 august: Benjamin Aaron, 91 ani, avocat și cărturar american (n. 1915)
- 25 august: Raymond Barre, 83 ani, prim-ministru al Franței (1976-1981), (n. 1924)
- 26 august: Valeriu Condurache, 57 ani, scriitor și publicist român (n. 1950)
- 26 august: Corina Constantinescu-Pavelescu, 87 ani, actriță din R. Moldova (n. 1919)
- 26 august: Edward G. Seidensticker, 86 ani, scriitor american (n. 1921)
- 28 august: Antonio Puerta Pérez, 22 ani, fotbalist spaniol (n. 1984)
- 29 august: Pierre Messmer (n. Pierre Auguste Joseph Messmer), 91 ani, politician francez, prim-ministru al Franței (1972-1974), (n. 1916)
- 29 august: Vladimir Romașkin, 50 ani, folclorist rus (n. 1951)